# Mociesze
Mociesze [mɔˈt͡ɕɛʂɛ] est un village polonais de la gmina de Jaświły dans le powiat de Mońki et dans la voïvodie de Podlachie.